# Нок, Альберт Джей
Альберт Джей Нок (англ. Albert Jay Nock, 13 октября 1870, Скрантон — 19 августа 1945, Род-Айленд) — американский либертарианец, педагог и общественный критик начала-середины XX века.

## Жизнь и работа
На протяжении всей своей жизни, Нок был довольно скрытным человеком, так что детали его личной жизни были известны лишь его партнёрам по работе. Он родился в Скрантоне, штат Пенсильвания в семье сталевара и по совместительству священника Епископальной церкви США, однако вырос он в Бруклине, Нью-Йорк. Нок учился в колледже Святого Стефана (ныне известен как Бард-колледж) в период 1884—1888 гг., там же он присоединился к братству Сигма Альфа Эпсилон. После получения образования он имел короткую карьеру игрока младшей бейсбольной лиги, затем учился в духовной семинарии и был рукоположён в сан епископа в 1897 году. В 1900 году Нок женился на Агнес Грумбин и имел от этого брака двоих детей, однако развёлся с женой уже спустя несколько лет после свадьбы. В 1909 году Нок оставляет клерикальную деятельность и становится журналистом.
В 1914 году Нок попал в штат сотрудников журнала The Nation, поддерживавшего в то время либеральный капитализм. Нок был близко знаком с влиятельным политиком и оратором Уильямом Дженнингсом Брайаном и в 1915 году отправился в Европу по специальному поручению Брайана, который был тогда госсекретарём. Нок также был в дружбе со многими лидерами движения джорджистов, один из которых был его епископом в Епископальной Церкви. Одним из верных друзей, соратником и продолжателем идей Альберта Нока, знакомым с ним по Школе Генри Джорда и работе в журнале The Freeman, был известный джорджист и антиэтатист Фрэнк Ходоров. Тем не менее, хотя Альберт Нок был пожизненным поклонником Генри Джорджа, он часто был не в ладах с разного рода левыми движениями, считавшими себя его наследниками. Кроме того, Нок был под влиянием антиколлективистских трудов немецкого социолога Франца Оппенгеймера, чья самая известная работа, «Der Staat (Государство)», была опубликована на английском в 1915 году В своих собственных трудах Нок в дальнейшем базировался на выводе Оппенгеймера, гласившем, что все человеческие устремления можно свести к двум формам: продуктивной, экономическими методами; и паразитарной, политическими методами.
В период между 1920 и 1924 годами Нок был соредактором журнала The Freeman, изначально задуманного как печатный орган движения за единый налог. Издание финансировалось богатой супругой другого журнального редактора, Фрэнсиса Нильсона, хотя ни Нок, ни Нильсон не были правоверными фанатиками единого налога. Для The Freeman писали такие знаменитости, как Чарльз-Остин Бёрд, Бертран Рассел, Томас Манн, Льюис Мамфорд, Линкольн Стеффенс, Торстейн Веблен, Уильям Генри Чемберлин, Луис Унтермейер и Сюзанна Лафоллет, более либертариански настроенная кузина сенатора Роберта Лафоллета. Критик Генри Льюис Менкен писал, что «Стараниями редакторов, всего лишь за три года „Freeman“ установил планку, которую впоследствии никому из аналогичных экономических изданий не удалось превысить. Они были хорошо информированы, а иногда даже поучающи, но никогда не было ни малейшего следа педантизма в них». Когда из-за убыточности Freeman в 1924 году перестал выходить, Нок начал карьеру журналиста-фрилансера в Нью-Йорке и Брюсселе.
В середине 1920-х гг. небольшая группа богатых американских поклонников профинансировала литературные и исторические работы Нока, чтобы дать ему возможность следовать своим собственным интересам. Вскоре после этого он опубликовал свою биографию Томаса Джефферсона. Когда его Jefferson был в 1928 году опубликован, Генри Льюис Менкен похвалил эту работу как «работу очень тонкого и ловкого мастера», очищенную от «огромной горы идеологической шелухи, набросанной над костями Джефферсона» и обеспечивающую чёткий и ясный обзор Джефферсоновской системы, «суть которой была в том, что Джефферсон делил все человечество на два класса, производителей и паразитов, поддерживая исключительно первых на протяжении всей своей жизни.» Генри Льюис Менкен отметил, что книга получилась аккуратной, точной, хорошо упорядоченной и очаровательной.
В своих книгах 1932 года «Недостатки образования и другие очерки» и «Теория образования в Соединённых Штатах» Нок выступил с жёсткой критикой современного государственного образования.
В статье 1936 года «Работа Исайи», опубликованной в Atlantic Monthly, Нок выразил полное разочарование в идее реформирования существующей системы. Полагая, что было бы невозможно убедить большинство населения следовать правильным курсом, и выступая против какой бы то ни было насильственной революции, Нок утверждал, что либертарианцы должны сфокусироваться на работе с теми, кого он называл «Изгоями» (в библейском смысле). Изгои, по Ноку, это то людское меньшинство, которое постигло природу государства и общества, и которое станет влиятельным лишь после того, как нынешний опасный и неверный курс потерпит крушение, каковая ситуация очевидно могла бы случиться только в далёком будущем. Ноккианская философия Изгоев была следствием глубокого пессимизма и элитизма общественного критика Ральфа Адамса Крама, написавшего в 1932 году эссе «Почему мы не ведем себя как люди». В своих «Мемуарах лишнего человека» Нок прямо пишет:
[Мои учителя] не претендовали на веру в то, что обучить можно любого, так как они знали, напротив, что лишь немногих можно обучить по-настоящему. Они считали это законом природы, таким же, как то, что лишь немногие люди ростом шесть футов. […] Они приняли тот факт, что есть практический диапазон интеллектуального и духовного опыта, и то, что природой открыто для одних, будет совершенно непонятно другим.
В 1941 году Нок опубликовал в двух частях статью в Atlantic Monthly, озаглавленную «Еврейский вопрос в Америке». Статья была частью подборки, собранной редакторами в ответ на произошедшие еврейские погромы в Бруклине и в других местах «в надежде, что свободные и прямые дебаты снизят давление, в настоящее время очень высокое, и оставят нам здоровое понимание мотиваций людских групп, вовлеченных в инцидент».
Аргументация Нока сводилась к тому, что евреи, как восточные люди, находятся в сфере восприятия «западного интеллигента», но остаются совершенно чуждыми «западному обывателю». Кроме того, обыватель «куда более оскорбляется наличием восточного конкурента, чем конкурента-земляка»; американские массы были «самыми известными художниками фонаря и верёвки в мире»; и изучая еврейскую историю «бросается в глаза, что гонения никогда не начинались в высших классах». Это врождённое враждебное отношение масс, заключил он, может стать козлом отпущения, направленным на отвлечение народа от «каких бы то ни было экономических потрясений, которые могут произойти в ближайшие годы», делая вывод: «Если я продолжу семейную традицию долголетия, думаю, вполне возможно, что я увижу Нюрнбергские расовые законы, введённые в этой стране и поддерживаемые насилием», подтверждая, что последствия такого погрома «будут столь же ужасающими в своей степени и величине, как и любая известная нам из истории средневековая дикость».
Несмотря на очевидный страх антисемитизма, статью посчитали антисемитской и Нока попросили больше никогда не писать на эту тему, окончательно покончив с его карьерой общественного критика.
Отвечая на обвинения в антисемитизме, Нок сказал: «Кто-то несколько лет назад спросил меня, правда ли я не люблю евреев, и я ответил, что конечно же да, но не за то, что они евреи, а потому что они обыватели, а я ненавижу обывателей». Самоличное признание философа-отшельника, очень характерное для Нока.
В 1943 году, за два года до смерти, Нок публикует автобиографию, «Мемуары лишнего человека», в названии которой было отражено все разочарование Нока и его отчуждение от модных социальных тенденций. После публикации автобиографии, Нок стал частым гостем в доме нефтяника Уильяма Бакли, чей сын Уильям Бакли-младший впоследствии стал известным писателем.
Нок умер от лейкемии в 1945 году.

## Убеждения
В своих трудах Альберт Джей Нок основывался на концепции государства Ф. Оппенгеймера, гласившей, что, приобретая себе благосостояние, человек действует только двумя методами: либо созидательным, производящим благо «экономическим методом», как действует добровольный обмен и независимый рынок; либо разрушающим благо «политическим методом», как действуют грабители и как действует государство, грабя народ. Взгляды Ф. Оппенгеймера побудили Альберта Джея Нока, писавшего об антиэтатизме, уже в начале XX века, заявить в своей книге «Наш Враг, государство» следующее: «Взяв любое государство, где бы оно ни находилось, проникнув в его историю в любой момент времени, невозможно отличить деятельность основателей, администраторов и бенефициаров государства от подобной деятельности профессионально-криминального класса, организованной преступности».
Определяя себя в качестве «философского анархиста», Нок выступал за радикальную идею общества, свободного от вмешательств политического «суверенного государства». Он определял государство как «заявленную и практикуемую монополию на беззаконие». Нок отрицал централизацию, государственное регулирование, подоходный налог и общеобязательное образование — всё, что он воспринимал как признаки деградации общества. Он отвергал на равных все разновидности тоталитаризма, включая «большевизм … фашизм, гитлеризм, марксизм и коммунизм», но при этом не менее сильно критиковал демократию. Нок утверждал, что «вместо практической причины для свободы, состоящей в том, что свобода выглядит единственным условием для развития любого вида существенной моральной мысли — мы насаждали закон, принуждение и авторитаризм во всех формах, и при всём этом нам по-прежнему нечем гордиться». («На пути к верной цели», The American Mercury, 1925)
В течение 1930-х годов Нок был одним из наиболее последовательных критиков «Нового курса» президента Ф. Д. Рузвельта. В своей работе «Наш враг, государство» Нок утверждал, что Новый курс был лишь предлогом для федерального правительства, чтобы установить беспрецедентный контроль над обществом. Он был обеспокоен тем, что президент собрал такое количество единоличной власти в свои руки и считал такое развитие событий фактически государственным переворотом. Нок критиковал тех, кто верил, что вмешательство государства в экономику будет лишь временным явлением, замечая, что нет ничего более постоянного, чем временное. Он верил, что инфляционистская монетарная политика республиканской администрации в 1920-е годы была одной из главных причин начала Великой Депрессии, а Новый курс несёт главную ответственность за увековечивание её.
Нок был также страстным противником войны и всего того, что он считал агрессивной внешней политикой американского правительства. Он верил, что война лишь ухудшает ситуацию в обществе, утверждая, что порождаемые ей коллективизм и милитаризм влекут за собой «укрепление универсальной веры в насилие, что в свою очередь приводит в движение бесконечные авантюры за империализм, бесконечные националистические амбиции», в то же время оплачиваемые ценой бесчисленных человеческих жизней. В течение Первой мировой войны Нок писал для издания The Nation, которое за свою антивоенную позицию беспощадно цензурировалось администрацией президента Вудро Вильсона. Несмотря на своё отвращение к коммунизму, Нок подверг резкой критике вторжение США в Россию после парламентской революции и октябрьского большевистского переворота. До Второй мировой войны Нок написал серию статей, выражая сожаление по поводу того, что он видел, как «трюкачество» Рузвельта и интервенционизм неизбежно приведут к участию США в войне. Нок придерживался принципиальной оппозиции к войне, что было редкостью в то время.
Несмотря на то, что после смерти он стал ещё более загадочной персоной, чем был при жизни, Нок оказал огромное влияние на последующие поколения американских мыслителей, включая таких известных либертарианцев, как Мюррей Ротбард, Айн Рэнд, Фрэнк Ходоров и Леонард Рид, и такого известного консерватора, как Уильям Бакли. Консервативные взгляды Нока на общество вдохновили появление движения палеоконсерваторов в противовес набиравшему силу во время холодной войны неоконсерватизму. Последовательно воспринимая государство корнем всех проблем общества, Нок стал одним из предтеч той философии, которая позднее была названа анархо-капитализмом.

## Труды
- The Myth of a Guilty Nation. New York: B.W. Huebsch, 1922.
- The Freeman Book. B.W. Huebsch, 1924.
- Jefferson. New York: Harcourt, Brace and Company, 1926 (also known as Mr. Jefferson).
- On Doing the Right Thing, and Other Essays. New York: Harper and Brothers, 1928.
- Francis Rabelais: The Man and His Work. Harper and Brothers, 1929.
- The Book of Journeyman: Essays from the New Freeman. New Freeman, 1930.
- The Theory of Education in the United States. New York: Harcourt, Brace and Company, 1932.
- A Journey Into Rabelais’s France. William Morrow & Company, 1934.
- A Journal of These Days: June 1932-December 1933. William Morrow & Company, 1934.
- Our Enemy, the State. William Morrow & Company, 1935.
- Free Speech and Plain Language. William Morrow & Company, 1937.
- Henry George: An Essay. William Morrow & Company, 1939.
- Memoirs of a Superfluous Man. New York: Harper and Brothers, 1943.

Опубликованные посмертно:
- A Journal of Forgotten Days: May 1934-October 1935. Henry Regnery Company, 1948.
- Letters from Albert Jay Nock, 1924—1945, to Edmund C. Evans, Mrs. Edmund C. Evans, and Ellen Winsor. The Caxton Printers, 1949.
- Snoring as a Fine Art and Twelve Other Essays. Richard R. Smith, 1958.
- Selected Letters of Albert Jay Nock. The Caxton Printers, 1962.
- Cogitations from Albert Jay Nock. The Nockian Society, 1970, revised edition, 1985.
- The State of the Union: Essays in Social Criticism. Liberty Press, 1991.
- The Disadvantages of Being Educated and Other Essays. Hallberg Publishing Corporation, 1996.

На русском:
Наш враг, государство. Скрипториум, Москва, 2023

## Наследие
Принадлежащей Альберту Джею Ноку фразой «Нет ничего более постоянного, чем временное» описывается мировая распространённость вагонов метрополитена серии 81-717/714.